# Веригин, Михаил Федотович
Михаил Федотович Веригин (1771 — 14 января 1848) — российский государственный деятель, оренбургский губернатор (1809—1811), генерал-майор, действительный статский советник.

## Биография
Родился в 1771 году в семье генерал-майора Федота Михайловича Веригина (1722—1783), происходил из дворян.
Образование получил в Императорском сухопутном шляхетском кадетском корпусе в Санкт-Петербурге, откуда в 1789 году выпущен на военную службу. Принимал участие в боевых операциях русско-шведской войны 1788—1790 годов, с 1797 года в чине военного советника служил в Инспекторской экспедиции Военной коллегии, с 21 декабря 1799 года генерал-майор. С 03.04.1809 года перешёл в штатскую службу с переименованием в действительные статские советники и назначением оренбургским гражданским губернатором, с 7 сентября 1811 года передал полномочия губернатора действительному статскому советнику Матвею Андреевичу Наврозову (1788—1812) и был назначен имеющим местное управление над таможнями, по азиатским границам расположенными. В 1815 году вышел в отставку.
Умер 14 января 1848 года в возрасте 76 лет.

## Семья
Жена — Александра Фёдоровна Аплечеева (1790—06.02.1855).
Дочери: Александра (род.1820) и София (1822—1879). Последняя была замужем за Борисом Александровичем Фитингоф-Шелем.

## Награды
- Кавалер ордена Святой Анны 2-й степени (1807)